# 小石頭
是2018年上映的一部韓國劇情片，由《陽光足球少年》的副導演金正植執導，金大明、宋玧妸及金義聖主演。故事從內心只有8歲，但身體是30多歲的青年石久（金大明 飾）與離家出走的少女恩智（全蔡誾 飾）相遇開始。

## 劇情概要
本片講述只有身體是成年人，智力是8歲的成人石久(金大明飾)和離家出走的少女恩智（全蔡誾 飾）成為朋友的故事。
在鄰居們都很友善的村莊裡經營一家碾米廠的石久，是一個只有8歲左右智力的30多歲青年。有一天在村子裡的宴會上，因發生偷竊事件而被誤會是離家出走的少女恩智所為，石九找到真正的罪犯後，兩人決定成為彼此的保護者和朋友。保護恩智的青少年收容所的金老師（宋玧妸 飾），雖然擔心兩人之間的友情會有危險，但是照顧石久的教堂老神父（金義聖 飾）為了讓金老師安心，決定照看他們兩個人。有一天晚上，恩智獨自一人在石久經營的碾米廠，但卻發生了意想不到的事故，金老師目睹了因觸電事故而脫掉恩智衣服的石久後，產生了誤會⋯⋯

## 演員陣容

### 主要人物
- 金大明 飾演 尹石久，心理年齡只有8歲，但身體是30多歲的青年。
- 宋玧妸 飾演 金老師，青少年收容所的老師。
- 金義聖 飾演 老神父，照顧石久的教堂神父。
- 全蔡誾 飾演 張恩智，因事而離家出走的少女。

### 其他人物
- 李中玉 飾演 勇德
- 金振坤 飾演 京俊
- 韓秀賢 飾演 振煥
- 朴成日 飾演 海哲
- 朴大元 飾演 根壽
- 李珍熙 飾演 恩智的母親
- 李允炯 飾演 同居男子
- 金基天 飾演 老嚴
- 金賢靜 飾演 海哲的妻子
- 秋恩京 飾演 勇德的妻子
- 李雅璘 飾演 社會福祉師
- 郭閔碩 飾演 主教
- 李敏英 飾演 修女
- 韓倩 飾演 修女
- 金瑞沅 飾演 超市店長
- 徐進元 飾演 面長
- 孫成燦 飾演 地區隊隊長
- 朴宰哲 飾演 小偷
- 李泰奎 飾演 警察
- 楊素敏 飾演 女醫生
- 韓書仁 飾演 幼兒園老師
- 朴志涓 飾演 咨詢師

### 特別出演
- 金榮在 飾演 律師

## 發行

### 上映
2018年在釜山國際電影節公開後，計劃2019年上映，但因故推遲。隨後決定於2020年8月末上映，險些與《國際搜查》（金大明主演的另一部電影）撞期。《小石頭》上映日期推遲至2020年9月9日，但隨後兩部電影都因COVID-19疫情而再次延期，《小石頭》上映日期調整為9月30日，而同時《國際搜查》的上映日期也調整為9月29日，再次面臨撞期。上映一週前，《小石頭》再次將上映日期推遲至10月15日。

### 宣傳
金大明接受訪問時表示：雖然身體是成年人，但為了扮演智商只有8歲水平的石久，一直在思考自己在8歲時是如何生活的，並努力將其融入到演技中。
金大明的前作《機智醫生生活》中一起出演的演員們協助拍攝了宣傳片。

## 獎項榮譽
| 年份   | 頒獎禮               | 獎項         | 入圍者 | 結果 |
| ------ | -------------------- | ------------ | ------ | ---- |
| 2021年 | 第41屆韓國黃金攝影獎 | 評審團特別獎 | 金大明 | 獲獎 |

## 外部連結
- NAVER上《小石頭》的資料
- Daum上《小石頭》的資料

- 韩国电影数据库（KMDb）上《小石頭》的資料
- 互联网电影数据库（IMDb）上《小石頭》的资料（英文）
- 豆瓣电影上《小石頭》的資料 （简体中文）